# Terry Dischinger
Terry Gilbert Dischinger (Terre Haute, 21 novembre 1940 – Lake Oswego, 10 ottobre 2023) è stato un cestista e allenatore di pallacanestro statunitense, professionista nella NBA.

## Carriera
Figlio di un allenatore di football e grande atleta, Dischinger, mentre era al college vinse premi per il football, il basket e altro alla Garfield High School e fece anche parte di un team mondiale di baseball.
Al suo secondo anno di college, Dischinger venne preso dal team USA per le Olimpiadi di Roma 1960.
Nel 1962 fu preso come prima scelta al secondo round del draft NBA dai Chicago Zephyrs, e ricevette il NBA Rookie of the Year Award nella stagione 1962-63 con medie di 25,5 punti e 8 rimbalzi a partita.
La sua carriera cestistica fu interrotta dal servizio militare. Al ritorno in campo fece da giocatore-allenatore per due partite dei Detroit Pistons nella stagione 1971-72. Giocò anche per i Baltimore Bullets e Portland Trail Blazers.
Si ritirò nel 1973 con medie di 13,8 punti e 5,6 rimbalzi a partita. Partecipò tre volte all'NBA All Star Game.

## Statistiche

### NBA

#### Regular Season
| Anno      | Squadra             | PG  | PT | MP   | TC%  | 3P% | TL%  | RP  | AP  | PRP | SP | PP   |
| --------- | ------------------- | --- | -- | ---- | ---- | --- | ---- | --- | --- | --- | -- | ---- |
| 1962-1963 | Chicago Zephyrs     | 57  | -  | 40,2 | 51,2 | -   | 77,0 | 8,0 | 3,1 | -   | -  | 25,5 |
| 1963-1964 | Baltimore Bullets   | 80  | -  | 35,2 | 49,6 | -   | 77,6 | 8,3 | 2,0 | -   | -  | 20,8 |
| 1964-1965 | Detroit Pistons     | 80  | -  | 33,7 | 49,3 | -   | 75,5 | 6,0 | 2,5 | -   | -  | 18,2 |
| 1967-1968 | Detroit Pistons     | 78  | -  | 24,8 | 49,4 | -   | 76,2 | 6,2 | 1,5 | -   | -  | 13,1 |
| 1968-1969 | Detroit Pistons     | 75  | -  | 19,4 | 51,5 | -   | 73,0 | 4,3 | 1,2 | -   | -  | 8,8  |
| 1969-1970 | Detroit Pistons     | 75  | -  | 23,4 | 52,6 | -   | 72,2 | 4,9 | 1,4 | -   | -  | 11,4 |
| 1970-1971 | Detroit Pistons     | 65  | -  | 28,5 | 53,5 | -   | 76,3 | 5,2 | 1,7 | -   | -  | 11,8 |
| 1971-1972 | Detroit Pistons     | 79  | -  | 26,1 | 51,4 | -   | 78,0 | 4,3 | 1,2 | -   | -  | 9,4  |
| 1972-1973 | Portland T. Blazers | 63  | -  | 15,4 | 47,6 | -   | 66,7 | 3,0 | 1,6 | -   | -  | 6,1  |
| Carriera  | Carriera            | 652 | -  | 27,4 | 50,6 | -   | 75,8 | 5,6 | 1,8 | -   | -  | 13,8 |

#### Playoffs
| Anno     | Squadra         | PG | PT | MP   | TC%  | 3P% | TL%  | RP  | AP  | PRP | SP | PP  |
| -------- | --------------- | -- | -- | ---- | ---- | --- | ---- | --- | --- | --- | -- | --- |
| 1968     | Detroit Pistons | 6  | -  | 25,7 | 37,5 | -   | 73,7 | 4,8 | 1,5 | -   | -  | 9,3 |
| Carriera | Carriera        | 6  | -  | 25,7 | 37,5 | -   | 73,7 | 4,8 | 1,5 | -   | -  | 9,3 |

## Palmarès
- 2 volte NCAA AP All-America First Team (1961, 1962)
- NCAA AP All-America Second Team (1960)
- NBA Rookie of the Year (1963)
- NBA All-Rookie First Team (1963)
- 3 volte NBA All-Star (1963, 1964, 1965)